# Metropolia di Smolensk

Localizzazione dell'oblast' di Smolensk.

La metropolia di Smolensk (in russo Смоленская митрополия?) è una delle province ecclesiastiche che costituiscono la Chiesa ortodossa russa.
Istituita dal Santo Sinodo il 5 maggio 2015, comprende l'intera oblast' di Smolensk nel circondario federale centrale.
È costituita da 3 eparchie:
- Eparchia di Smolensk
- Eparchia di Vjaz'ma
- Eparchia di Roslavl'

Sede della metropolia è la città di Smolensk, il cui eparca ha il titolo di "Metropolita di Smolensk e Dorogobuž".